# Associazione Calcio Lumezzane
Maillots
L'Associazione Calcio Lumezzane est un club de football italien qui est basé à Lumezzane dans la province de Brescia (Lombardie). Le club évolue pour la saison 2017-2018 en Serie D (4e division italienne).

## Historique
- 1948 - Fondation du club sous le nom de AC Lumezzane
- 1993 - Lumezzane, qui évolue en Interregionale (Serie D), est promu en Serie C2 (4e division)
- 1997 - Lumezzane termine premier du Groupe A de Serie C2 et se voit promu en Serie C1 (3e division)
- 2006 - Après neuf saisons passées en Serie C1, le club est relégué en Serie C2 (4e division)
- 2008 - Le club retrouve la Ligue Pro Première Division (3e division).

## Palmarès
- 1 Coupe de Ligue Pro Première Division : 2010

## Joueurs emblématiques
- Mario Balotelli
- Cristian Brocchi
- Marco Cassetti
- Matteo Contini
- Andrea Cossu
- Simone Inzaghi
- Alessandro Matri
- Matteo Teoldi